# Дунайский канал
Дунайский канал (Донау-канал, нем. Donaukanal) — рукав Дуная (не искусственный канал, несмотря на название) в Вене. Он ответвляется от основного русла в Дёблинге и сливается снова в Зиммеринге, образуя таким образом остров из двух районов Вены: Бригиттенау и Леопольдштадта. Длина Дунайского канала составляет 17,3 км.
В отличие от самого Дуная, Дунайский канал граничит с Внутренним Городом, составляющим центр Вены. В этом районе в него впадает река Вена.
В немецком языке название Kanal (используемое примерно с 1700 года) вызывает ассоциации с открытой канализацией. Поэтому, Дунайский канал несколько раз пытались безуспешно переименовать, например, в Kleine Donau (Малый Дунай). Иногда, однако, канал называют Венским рукавом.